# Ravin

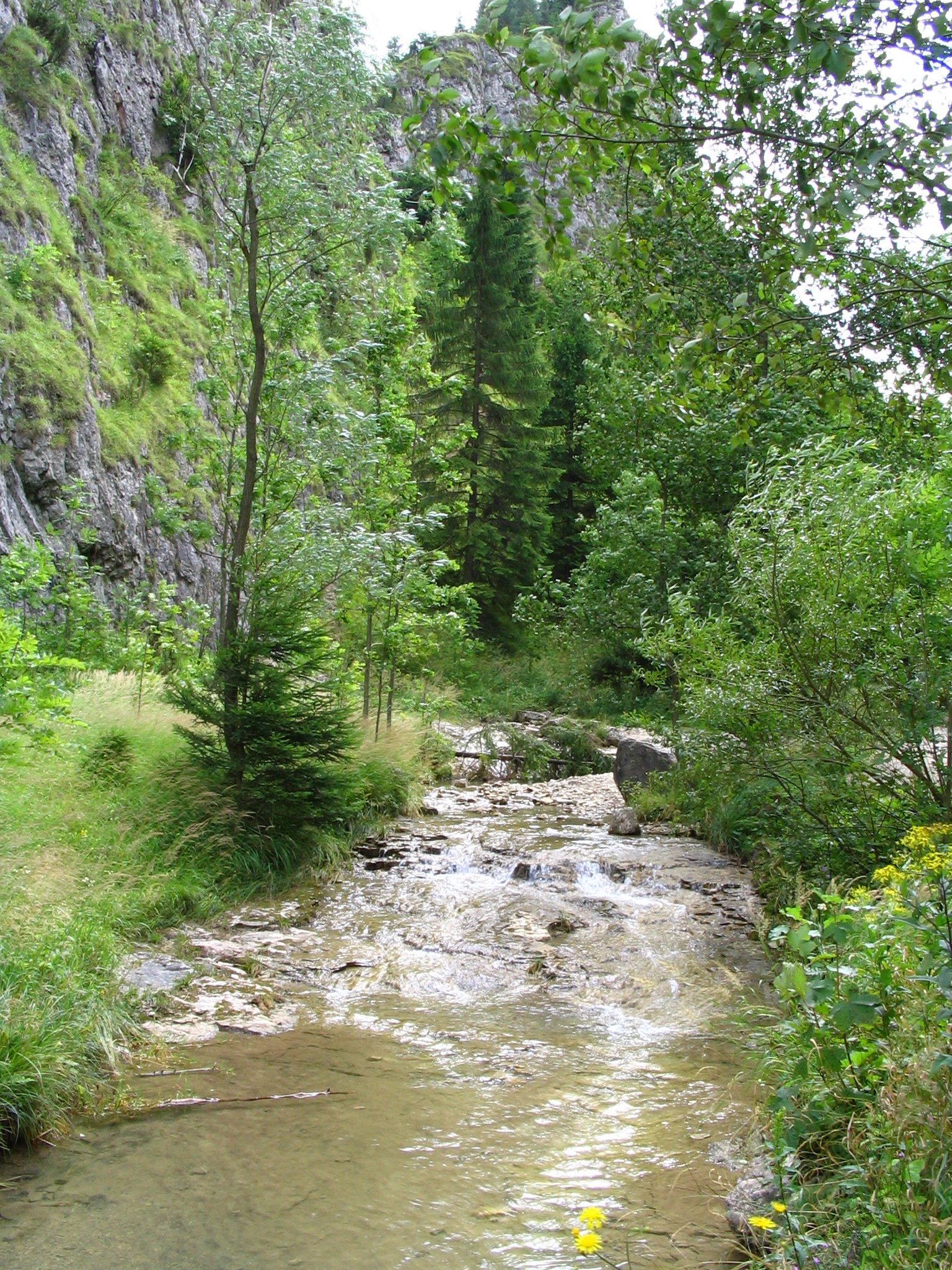
Homole-ravinen i Polen.

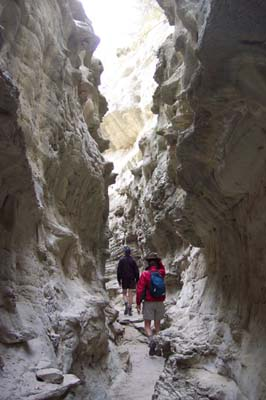
En ravin i Montana.

En ravin är en dalgång som har bildats genom att ett vattendrag har eroderat ned i lösa avlagringar, ofta i finkornigt material, såsom silt. Raviner skiljer sig emellertid från dalar och är vanligen en relativt brant landformation (ofta mellan 20 % och 70 % lutning). De skiljer sig också från kanjoner, som bildats i hård berggrund. Raviner kan vara såväl torra som genomflutna av det vattendrag som en gång skapade dem. Vanligt är emellertid att dessa strömmar är oregelbundna eftersom deras storlek ofta inte är nog stor för att medge en ständig vattenström.

## Exempel på raviner

### I Sverige
- Brinkbäckens naturreservat, Botkyrka kommun
- Frostbrunnsdalen, Dalarna
- Getåravinen, Östergötland
- Nytorpsravinen, Gnesta kommun, Södermanlands län.
- Stjärnorpsravinen, Östergötland
- Säterdalen, Dalarna

### Andra länder
- Ravine Gardens State Park, Florida, USA[1]
- Babi Yar, Kiev, Ukraina

## Översättning
Den här artikeln är helt eller delvis baserad på material från engelskspråkiga Wikipedia.